# Anyphaenoides irusa
Anyphaenoides irusa är en spindelart som beskrevs av Antonio D. Brescovit 1992. Anyphaenoides irusa ingår i släktet Anyphaenoides och familjen spökspindlar. Inga underarter finns listade i Catalogue of Life.